# Ruth B.
Ruth Berhe (Edmonton, 1995. július 2. –) művésznevén Ruth B. kanadai énekes-dalszerző. A Vine nevű, hat másodperces videókból álló közösségi média platformon kezdte karrierjét; itt kezdett énekelni 2013 elején. 2015 novemberében adta ki első középlemezét, The Intro címen. 2017-ben kiadta első nagylemezét, ami a Safe Haven címet kapta, és több mint 1,3 milliárdszor hallgatták meg a Spotifyon. Az albumról származó Dandelions bár kezdetben nem kapott különösebb figyelmet, a TikTokon való gyakori használata miatt jelentős nemzetközi sikereket ért el.

## Fiatalkora és tanulmányai
Berhe az albertai Edmontonban született, itt töltötte gyermekkorát. Szülei az 1980-as években emigráltak Kanadába Etiópiából, így ő is folyékonyan beszél amharául. Tinédzser korában egy helyi ruhaboltban dolgozott, magát introvertáltnak vallotta egy interjúban, amit a The Canadian Pressnek adott. Munka mellett elkezdett videókat posztolni a Vine nevezetű amerikai közösségi média platformra, melynek különlegessége volt, hogy mindössze hat másodperces videókat lehetett feltölteni. Elmondása szerint azért választotta a pár másodperces formátumot, mert kevesebb erőbefektetésbe került, mint az olyan komoly platformokra való tartalomgyártás, mint a YouTube. A középiskola 2013-as elvégzése után a szülővárosában található MacEwan Egyetem hallgatója lett, de szüneteltette tanulmányait, hogy igazán a zenei karrierjére fókuszálhasson.

## Karriere
Bár már 2013-ban elkezdett a Vinera videókat közzétenni, csak egy évvel később kezdett énekelni bennük. 2014 novemberében posztolt egy hat másodperces zenés videót, amit az Egyszer volt, hol nem volt című sorozat inspirált. A videó nagyon sikeres lett a platformon, a követői pedig azt tanácsolták, hogy készítsen egy teljes terjedelmű dalt a rövid szösszenetből. Az így készült dala lett a Lost Boy, amelyet 2015. január 18-án tett közzé a YouTubeon, 2015. február 12-én pedig az iTuneson.
2016 elején kezdte meg a stúdiómunkát az első nagylemezén. Munkájában a Grammy-díjas Joel Little segítette, az új-zélandi lemezproducer, aki többek között Lordeot segítette az első lemezének elkészítésében. Elmondása szerint nem volt nehéz tartania a határidőket a lemezkiadó felé, hiszen több dalt is írt már korábban íróasztalfiókjának.
2020 nyarán jelent meg a Black Lives Matter mozgalommal foglalkozó If I Have a Son című dala, 2020. augusztus 28-án pedig a Dirty Nikes című száma és videóklippe a Downtown Records kiadónál.

## Művészete
Elmondása szerint főképpen Lauryn Hill, a The Beatles, Carole King, a Grouplove, Adele, Taylor Swift és Ed Sheeran volt hatással zenéjére.
Az a közös a kedvenc előadóimban, hogy mind történeteket mesélnek el. Ezt én is próbálom beépíteni a zenémbe.

## Diszkográfia

### Nagylemezek
- 2017: Safe Haven
- 2021: Moments in between

### Középlemezek
- 2015: The Intro
- 2019: Maybe I’ll Find You Again

### Kislemezek
- 2015: Lost Boy
- 2017: Superficial Love
- 2017: Dandelions
- 2018: Rare
- 2019: Slow Fade
- 2020: If I Have A Son
- 2020: Dirty Nikes
- 2021: Situation

## Fordítás
- Ez a szócikk részben vagy egészben  a   Ruth B. című angol Wikipédia-szócikk ezen változatának fordításán alapul.  Az eredeti cikk szerkesztőit annak laptörténete sorolja fel. Ez a jelzés csupán a megfogalmazás eredetét és a szerzői jogokat jelzi, nem szolgál a cikkben szereplő információk forrásmegjelöléseként.